# Pornografia no Brasil

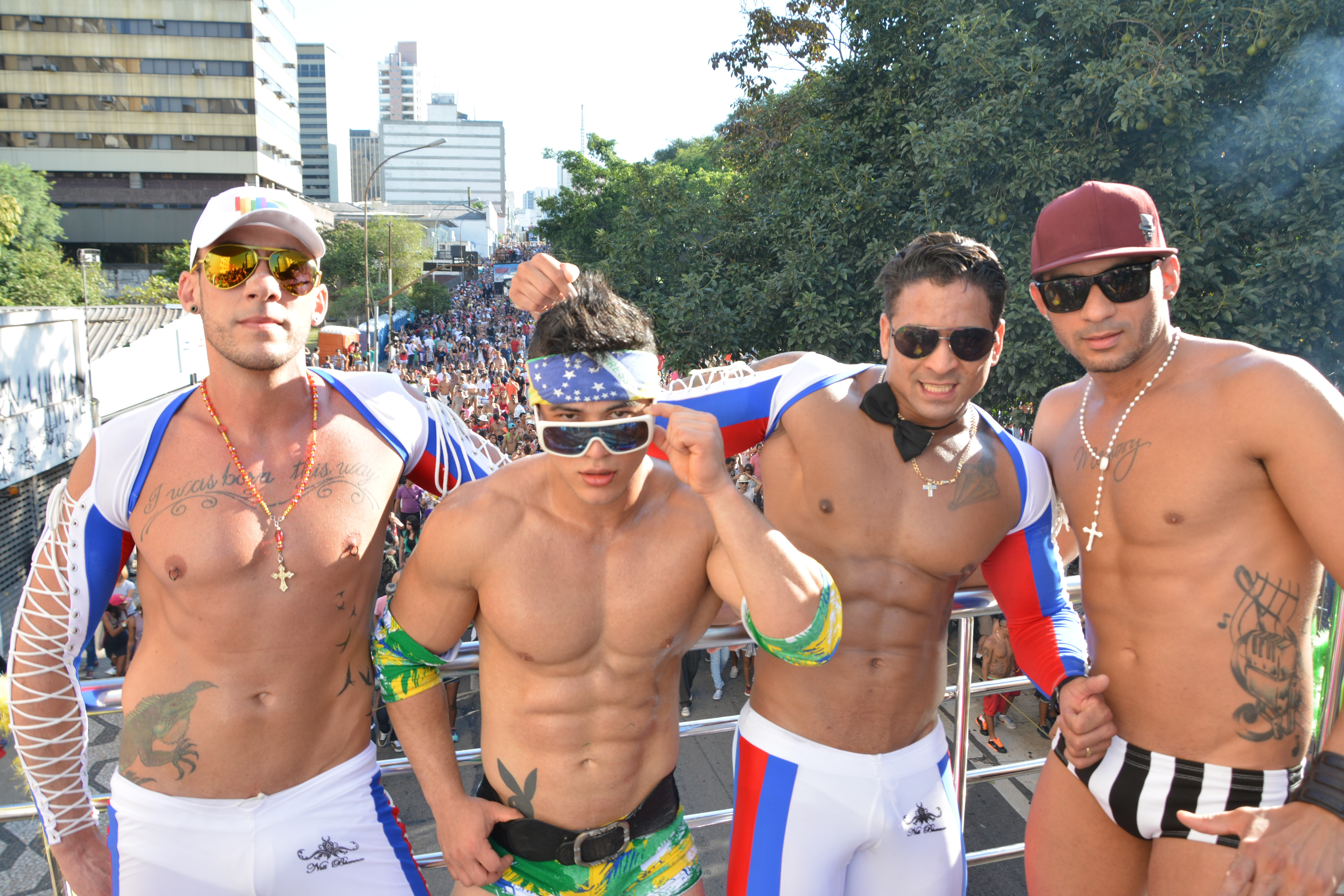
Parada lgbt 2019 São Paulo

A pornografia no Brasil é marcada pelo gênero da pornochanchada, gênero que era comparada com o gênero pornô, mas que não tinha cenas de sexo explícito, por causa da censura no tempo do regime militar no Brasil. Após a abertura política, houve mais cenas de sexo explícito e a pornochanchada entrou em falência.

## Pornochanchada
Durante a década de 70 e a década de 80, a pornochanchada movimentou o cinema brasileiro. Esse cinema contava com grandes atrizes como Vera Fischer, Helena Ramos, Adriana Prieto, entre outras. Geralmente, esse tipo de gênero era produzido na Boca do Lixo, lugar onde foi produzido filmes como Mulher, mulher, Os Paqueras, A Dama da Zona, entre outros e não tinha nenhum tipo de sexo explícito.
Esse gênero teve incentivo do governo militar, que criou o Instituto Nacional de Cinema em 1966, que em 1969 foi sucedida pela Embrafilme e também de órgãos como CONCINE, criada em 1973 e também foi incentivada por leis com o intuito de estimular e proteger o cinema nacional.
O gênero faliu por causa da crise econômica nos anos 80, onde produtores desse gênero viram sua complicada situação financeira. O regime militar diminuiu a censura sobre os filmes e as empresas estrangeiras, vendo isso, exportaram seus filmes para o Brasil. Esses filmes atraíram o público masculino e as empresas brasileiras produziam maciçamente filmes desse gênero que não atraíam tanto o público brasileiro quanto os filmes do exterior.
A situação do cinema brasileiro piorou com a Era Collor, com o fim das leis que incentivavam a produção de cinema nacional e de organizações como Embrafilme e CONCINE.

## Atualmente
Existem empresas brasileiras, como Brasileirinhas e Sexxxy World que produzem filmes pornôs no Brasil. Brasileirinhas é a maior produtora de filmes no Brasil e conta com atrizes como Júlia Paes e Mônica Mattos, além de outros.
Em novembro de 2013, a Brasileirinhas deixou de lançar DVDs e passou a comercializar pela internet. Um dos motivos foi a queda acentuada de vendas desde 2007. Outras marcas, como a Explícita Vídeos, Sexxxy, Buttman e Planet Sex pararam de produzir para não quebrarem. Isso é devido ao crescimento da pornografia na internet e com isso, as empresas devem pensar em um mercado para a internet e nas possibilidades de uma plataforma portátil. 